# Arene boucheti
Arene boucheti is een slakkensoort uit de familie van de Areneidae. De wetenschappelijke naam van de soort is voor het eerst geldig gepubliceerd in 1991 door Leal.